# Felice Quinto
Felice Quinto (* 11. April 1929 in Mailand; † 16. Januar 2010 in Rockville, Maryland) war ein italienischer Fotograf. Er war einer der bekanntesten Paparazzi; in den Medien wurde und wird er häufig als König der Paparazzi bezeichnet.

## Leben
Quintos Eltern besaßen ein Foto-Fachgeschäft in Mailand. Nach einer Lehre als Automechaniker begann er seine Laufbahn als Paparazzo 1954 in Rom. Zu seiner Ausbildung befragt, erklärte er 1985 in einem Interview mit den Dallas Morning News, dass einzig die Notwendigkeit, zu essen zu haben, seine Schule gewesen sei.
Seine ersten Erfolge erzielte er 1955 mit Fotos von Silvana Mangano und Katherine Dunham. 1960 setzte ihn Federico Fellini, der mit Quinto damals schon seit einigen Jahren bekannt war, als Nebendarsteller im Film La Dolce Vita ein – jenem Film, in dem der Begriff Paparazzo geprägt wurde. Quinto nutzte seine Rolle aus, um heimlich Fotos der Hauptdarstellerin Anita Ekberg aufzunehmen. Er überraschte sie in einem Café in Rom, in Umarmung mit einem verheirateten Produzenten. Das Foto wurde publiziert. Der darauf folgende Eklat machte Quinto weltbekannt: Anita Ekberg überraschte ihn am 20. Oktober 1960 morgens um 5 Uhr vor ihrem Haus mit seiner Kamera. Ein bekanntes Foto zeigt, wie sie, bewaffnet mit Pfeil und Bogen, im schwarzen Kleid und Nylonstrümpfen, aber ohne Schuhe, ihm entgegentritt.
1963 zog er, nach der Hochzeit der amerikanischen Lehrerin Geraldine del Giorno, in die USA um. Er arbeitete für Associated Press, die Agentur, der er in den Jahren zuvor einige seiner in Rom geschossenen Paparazzo-Fotos von bekannten Künstlern verkauft hatte, wandte sich aber nun dem klassischen, seriösen Fotojournalismus zu. Er fotografierte die Trauerfeiern für John F. Kennedy und Martin Luther King und erstellte Fotoreportagen über die schwarze Bürgerrechtsbewegung.
Seiner Berufung als Porträtist berühmter Persönlichkeiten blieb er weiterhin treu. Er fotografierte sie jedoch nicht mehr heimlich und anonym, sondern ganz offen. In den 1970er Jahren entstand in der New Yorker Diskothek Studio 54 eine Serie von Aufnahmen prominenter Besucher, beispielsweise von Liza Minnelli und Bianca Jagger in gewagten, aufreizenden Kleidern. Ian Schrager, der Gründer des Studio 54, führte einen Teil seines Erfolgs auf die spektakulären Fotos von Felice Quinto zurück, die weltweit publiziert wurden. Großformatige Abzüge jener Bilder zieren heutzutage die Wände des Studio 54 im MGM Grand in Las Vegas. In jenen Jahren gelang es Quinto, das Vertrauen von Künstlern zu gewinnen, statt ihnen heimlich nachzustellen. Er wurde sogar der persönliche Porträtfotograf von Elizabeth Taylor.
1993 zog er sich aus dem Berufsleben zurück und lebte seitdem mit seiner Frau in der kleinen Ortschaft Montgomery Village in Maryland. Er starb am 16. Januar 2010 an den Folgen einer Lungenentzündung.